# ブライス・センサボー
ブライス・P・センサボー（Brice P. Sensabaugh, 2003年10月30日 - ）は、アメリカ合衆国のバスケットボール選手。NBAのユタ・ジャズに所属している。ポジションはスモールフォワード。

## 経歴

### ハイスクール
高校3年目のシーズンに半月板の手術を受けた。4年目のシーズンは平均25.1得点、7.2リバウンド、1.5アシストを記録し、フロリダ州のミスター・バスケットボールを受賞した。
主要サイトから4つ星評価を受け、オハイオ州立大学へ進学した。他にはアラバマ大学、ジョージア工科大学、フロリダ大学からオファーを受けていた。
高校卒業後にオハイオ州で開催されたプロアマ混合の試合に出場し、51得点を記録した。

### カレッジ
2022-23シーズンは平均16.3得点、5.4リバウンド、1.2アシストを記録し、オールビッグ10サードチーム、ビッグ10オールフレッシュマンチームに選出された。シーズン終了後、2023年のNBAドラフトにアーリーエントリーすることを表明した。

### ユタ・ジャズ
2023年6月22日に行われたNBAドラフトにて1巡目全体28位でユタ・ジャズから指名され、7月2日にジャズとの契約に合意した。

## 個人成績

### NBA

#### レギュラーシーズン
| シーズン | チーム | GP | GS | MPG  | FG%  | 3P%  | FT%  | RPG | APG | SPG | BPG | PPG |
| -------- | ------ | -- | -- | ---- | ---- | ---- | ---- | --- | --- | --- | --- | --- |
| 2023–24  | UTA    | 32 | 11 | 18.3 | .390 | .296 | .902 | 3.2 | 1.7 | .4  | .2  | 7.5 |
| 通算     | 通算   | 32 | 11 | 18.3 | .390 | .296 | .902 | 3.2 | 1.7 | .4  | .2  | 7.5 |

### カレッジ
| シーズン | チーム           | GP | GS | MPG  | FG%  | 3P%  | FT%  | RPG | APG | SPG | BPG | PPG  |
| -------- | ---------------- | -- | -- | ---- | ---- | ---- | ---- | --- | --- | --- | --- | ---- |
| 2022–23  | オハイオステート | 33 | 21 | 24.5 | .480 | .405 | .830 | 5.4 | 1.2 | .5  | .4  | 16.3 |